# Musique de variétés
Pour les articles homonymes, voir Variété.
 (avril 2025).
Si vous disposez d'ouvrages ou d'articles de référence ou si vous connaissez des sites web de qualité traitant du thème abordé ici, merci de compléter l'article en donnant les références utiles à sa vérifiabilité et en les liant à la section « Notes et références ».

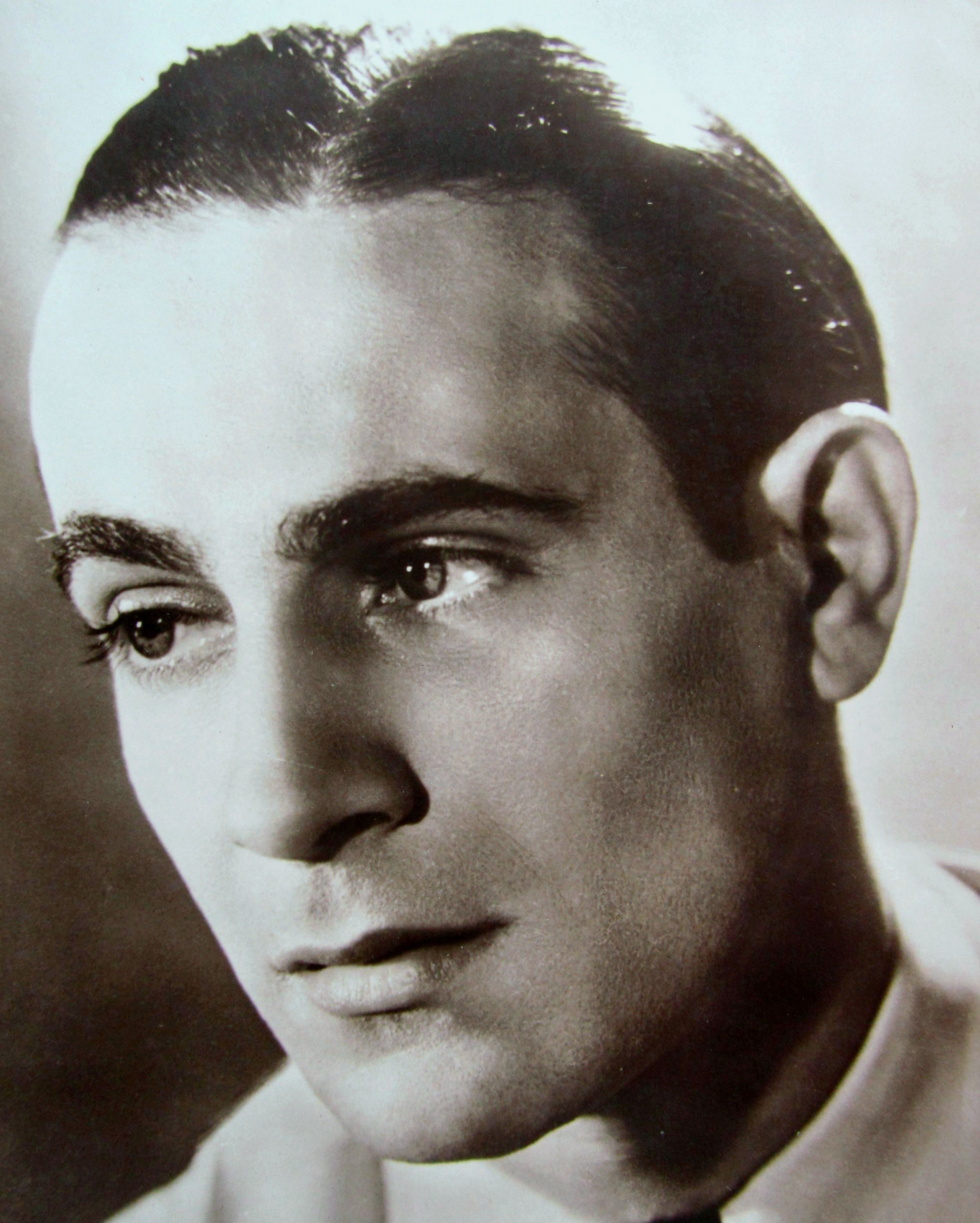
Tino Rossi.

La musique de variétés rassemble de nombreux genres musicaux consacrés au divertissement, allant de la musique vocale aux musiques de danse. Destinée à un large public et gérée par l'industrie musicale qui en fait son fonds de commerce, la musique de variétés est souvent opposée à la musique classique, dite « savante », comme à des genres musicaux qui s'en éloignent avec affirmation.
Développée à partir de la seconde moitié du XXe siècle par les émissions radiophoniques et télévisuelles qui lui sont consacrées ou la mettent en avant, par la vente de disques et CD ainsi qu'en téléchargement de nos jours, la musique de variétés est historiquement dérivée du théâtre de variétés et des spectacles de music-hall de la fin du XIXe siècle.
L'expression « musique de variétés » est souvent utilisée en raccourci et au pluriel, « les variétés », mais aussi au singulier, « la variété ». Que ce soit avec affection ou au contraire une certaine condescendance, on entend également souvent les sobriquets : « variét' » ou « variétoche ».[réf. nécessaire]
Ses artistes francophones se produisent dans des émissions de variétés, peuvent obtenir une Victoire de la musique ou une Victoire de l'album de chansons, variétés de l'année, et être soutenu par le Centre national des variétés (CNV).

## Définition
À l'origine, les « musiques de variétés » sont issues du théâtre de variétés, des spectacles de music-hall ou de cirque où s'enchainent des numéros présentant un artiste ou un groupe d'artistes, sur des accompagnements musicaux variés (d'où le nom), empruntant à tous les genres et sans rapport entre eux. Des émissions radiophoniques, télévisuelles ainsi que l'industrie du disque ont repris ce concept de successions de scènes ou de musiques disparates et hétéroclites enchaînant chansons, sketches, musiques classiques, folkloriques, de danses ou encore de film, sans chercher de « fil conducteur », ne s'attachant qu'à divertir et plaire à un public le plus large possible.
Englobant de très larges domaines musicaux, on y retrouve des divertissements symphoniques légers, des musiques dansantes, de genre ou des pièces de caractère, de style populaire, viennoise, tzigane, de danses de salon, champêtre, de kiosque à musique, de fantaisie, parodique et humoristique, mais aussi des arrangements de musiques de film.
Son essor et sa vulgarisation sont étroitement liés au développement des moyens de reproduction et de diffusion sonore, que ce soit la radio, la télévision, le disque (notamment le 45 tours qui correspond à un certain âge d'or de la variété) et désormais internet. Son succès et sa très grande propagation à travers le monde en font souvent un produit à la mode, de consommation rapide et très rentable. Populaire et récréative, la musique de variétés se caractérise souvent par des mélodies simples et des paroles accessibles voire faciles, permettant une mémorisation aisée.
Dans les pays anglo-saxons il n'existe pas un terme équivalent à « musique de variétés », mais on peut la comparer à la musique « Middle of the road » (ou, plus récemment, « Soft adult contemporary »), nommée ainsi parce qu'elle se trouve à la confluence de divers genres (notamment la pop traditionnelle, le easy listening, le soft rock, et la ballade), qui se caractérisent tous par des paroles inoffensives et souvent à caractère sentimental, et des arrangements faciles d'accès et faciles à retenir pour accentuer leur popularité. Appartenir au courant « Middle of the road » est par conséquent ouvertement péjoratif pour les chanteurs qui y sont associés, contrairement aux chanteurs français de variété, et ceux-ci n'aiment généralement pas qu'on utilise ce terme pour décrire leur genre musical. Par exemple, aux yeux des anglo-saxons, Mariah Carey ou encore Céline Dion, qui est connue dans ces pays grâce à ses albums en anglais et surtout sa participation à la bande originale de Titanic de James Cameron, sont intégrées parfois au genre « Middle of the road ».
Parmi les artistes de musique de variétés les plus connus, on peut citer Tino Rossi, Julio Iglesias, Frank Sinatra, Barbra Streisand, Liza Minnelli ou Nana Mouskouri. Certains artistes de genres musicaux populaires jugent la variété sans intérêt ou avec une certaine condescendance et cherchent volontiers à s'en démarquer — jazz, blues, rock ou encore rap.